# Vaca Nunatak
Vaca Nunatak è il più meridionale dei nunatak, picchi rocciosi isolati, delle Panzarini Hills dell'Argentina Range, nei Monti Pensacola, in Antartide. 
Il nunatak è stato mappato dall'United States Geological Survey (USGS) sulla base di rilevazioni e foto aeree scattate dalla U.S. Navy nel periodo 1956-67.
La denominazione è stata assegnata dall'Advisory Committee on Antarctic Names (US-ACAN), in onore di Jose M.T. Vaca, capitano delle Forze armate argentine, responsabile della Base antartica Belgrano I nell'inverno del 1961.